# Aviva Indoor Grand Prix

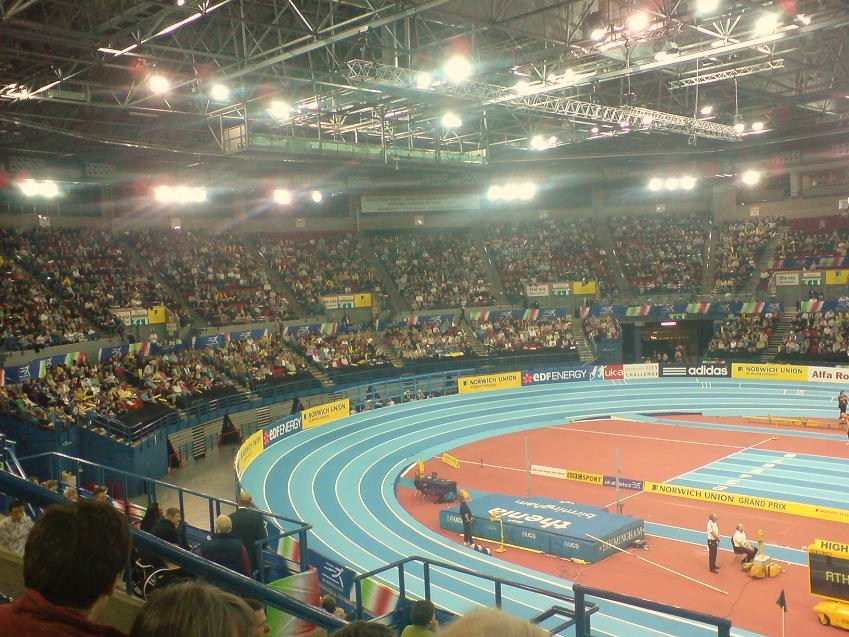
National Indoor Arena

Aviva Indoor Grand Prix — международные легкоатлетические соревнования, которые проводятся на арене National Indoor Arena в Бирмингеме, Великобритания. Проходят ежегодно с 2006 года в середине февраля. Являются одним из этапов IAAF Indoor Permit Meetings. До 2006 года соревнования назывались Norwich Union Indoor Grand Prix.

## Мировые рекорды
За годы проведения соревнований здесь были установлены следующие мировые рекорды.
| Год  | Вид         | Рекорд   | Атлет           | Гражданство |
| ---- | ----------- | -------- | --------------- | ----------- |
| 2008 | 2 мили      | 8:04.35  | Кенениса Бекеле | Эфиопия     |
| 2007 | 2000 метров | 4:49.99  | Кенениса Бекеле | Эфиопия     |
| 2004 | 5000 метров | 12:49.60 | Кенениса Бекеле | Эфиопия     |
| 2000 | 1000 метров | 2:14.96  | Уилсон Кипкетер | Дания       |